# Revig blodrot
Revig blodrot (Potentilla anglica) är en växtart i släktet fingerörter inom familjen rosväxter.
Revig blodrot påminner mycket om den nära släktingen blodrot men skiljs från denna genom att stjälkbladen är skaftade och femfingrade samt genom ofta hela, ej tandade, stipler. Blommornas kronblad är dessutom ofta något större än hos blodrot och döljer de underliggande foderbladen. De båda arterna hybridiserar lätt där de möts och svåravgränsade mellanformer uppstår. Växer gärna i frisk mager gräsmark, till exempel naturbetesmark, stränder och vägkanter.
I Sverige har revig blodrot sin huvudutbredning i Skåne samt i angränsande delar av Blekinge, Småland och Halland. Någon utpostlokal finns i Västergötland. I Norden finns revig blodrot främst i Danmark men även sällsynt i sydvästra Finland. Världsutbredningen i övrigt omfattar Väst- och Centraleuropa.